# 제74회 베네치아 국제 영화제

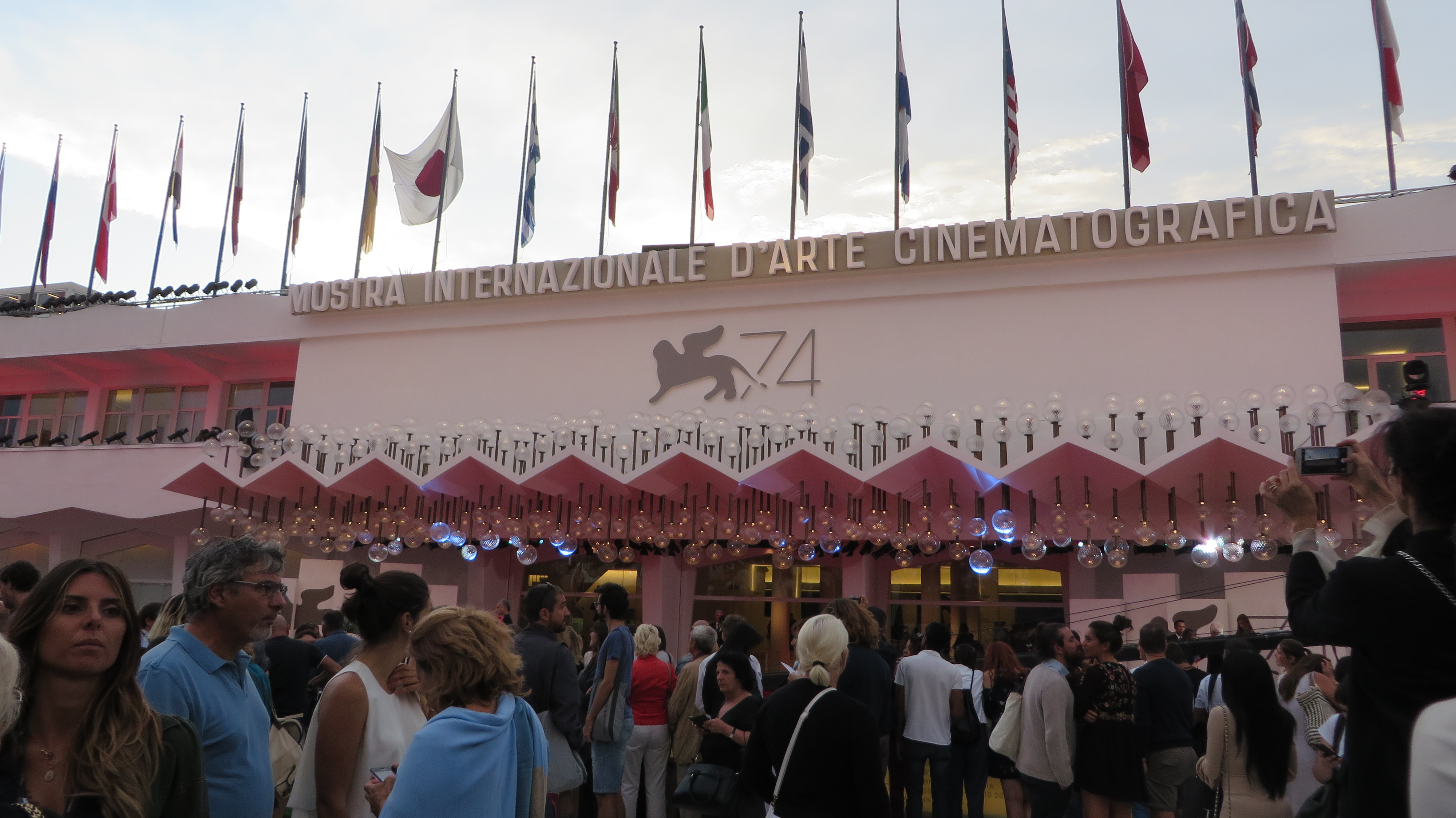

제74회 베네치아 국제 영화제는 2017년 8월 30일에 열린 시상식이다. 2017년 8월 30일부터 9월 9일까지 개최되었다.
본 경쟁부문 심사위원장은 2017년 7월 5일 미국 여배우 아네트 베닝으로 발표됐다. 영화제 개막작은 알렉산더 페인 감독의 <다운사이징 (영화)>이 선정됐다. 키타노 타케시 감독의 <아웃레이지 파이널>은 영화제 폐막작이었다.
황금사자상은 기예르모 델 토로 감독의 '셰이프 오브 워터: 사랑의 모양'에 돌아갔다.
이번 영화제에서는 공식 선정의 일환으로 가상 현실(VR) 영화를 위한 새로운 섹션이 도입되었다. VR로 제작된 최초의 영화 경쟁을 위해 22편의 영화가 선정되었으며, 경쟁 외 하위 섹션에서는 몇 편의 영화가 더 소개되었다.

## 수상 및 후보

### 황금사자상
- 셰이프 오브 워터: 사랑의 모양 - 기예르모 델 토로 수상

### 은사자상-감독상
- 커스터디 - 자비에 르그랑 수상

### 심사위원대상
- 폭스트롯 - 사무엘 마오즈 수상

### 볼피컵 여우주연상
- 한나 - 샬롯 램플링 수상

### 볼피컵 남우주연상
- 인설트 - 카멜 엘 바샤 수상

### 심사위원 특별상
- 스위트 컨트리 - 워윅 쏜톤 수상

### 각본상
- 쓰리 빌보드 아웃사이드 에빙, 미주리 - 마틴 맥도나 수상

### 마르첼로 마스트로얀니 상
- 린 온 피트 - 찰리 플러머 수상

### 미래의 사자상
- 커스터디 - 자비에 르그랑 수상

### 오리종티 상-작품상
- 니코, 1988 - 수잔나 니키아렐리 수상

### 오리종티 상-단편
- 괜찮을 거야 - 셀린느 드보 수상

### 오리종티 상-심사위원특별상
- 카니바 - 베레나 파라벨 외 1명 수상

### 오리종티 상-감독상
- 노 데이트, 노 시그니쳐 - 바히드 잘릴반드 수상

### 오리종티 상-각본상
- 오블리비언 벌스 - 알리레자 하타미 수상

### 오리종티 상-특별 여자 연기자상
- 레 비앙오흐르 - Lyna Khoudri 수상

### 오리종티 상-특별 남자 연기자상
- 노 데이트, 노 시그니쳐 - 나비드 모하마드자데 수상

### 오리종티 상-유럽단편상
- 괜찮을 거야 - 셀린느 드보 수상

### 베니스 클래식 상 - 다큐멘터리
- 더 프린스 앤드 더 디벅 - 엘위라 니위라 외 1명 수상

### 베니스 클래식 상 - RESTORED
- 컴 앤 씨 - 엘렘 클리모프 수상

### 베스트 VR 상
- 아덴스 웨이크 - 유진 정 수상

### 베스트 VR 스토리상
- 동두천 - 김진아 수상

### 베스트 VR 익스피리언스상
- LA CAMERA INSABBIATA - 로리 앤더슨 외 1명 수상

### 경쟁부문
- 아모레 에 말라비타 - 안토니오 마네티 외 1명
- 앤젤스 웨어 화이트 - 비비안 큐
- 커스터디 - 자비에 르그랑
- 다운사이징 - 알렉산더 페인
- 엑스 리브리스 - 더 뉴욕 퍼블릭 라이브러리 - 프레더릭 와이즈먼
- 패밀리 - 세바스티아노 리소
- 퍼스트 리폼드 - 폴 슈레이더
- 폭스트롯 - 사무엘 마오즈
- 한나 - 안드레아 팔라오로
- 더 하우스 바이 더 씨 - 로베르 게디기앙
- 휴먼 플로우 - 아이 웨이웨이
- 인설트 - 지아드 두에리
- 린 온 피트 - 앤드류 헤이
- 더 레저 시커 - 파올로 비르지
- 메크툽, 마이 러브: 칸토 우노 - 압델라티프 케시시
- 마더! - 대런 아로노프스키
- 셰이프 오브 워터: 사랑의 모양 - 기예르모 델 토로
- 서버비콘 - 조지 클루니
- 스위트 컨트리 - 워윅 쏜톤
- 세 번째 살인 - 고레에다 히로카즈
- 쓰리 빌보드 아웃사이드 에빙, 미주리 - 마틴 맥도나

### 비경쟁부문
- 브롤 인 셀 블록 99 - S.크레이그 찰러
- 일 꼴로레 나스코스토 델레 코세 - 실비오 솔디니
- 쿠바 앤 더 카메라맨 - 존 엘퍼트
- 데빌 앤 파더 아모르스 - 윌리엄 프리드킨
- 디바! - 프란체스코 파티에르노
- 해피 윈터 - 지오반니 토타로
- 짐 & 앤디: 더 그레이트 비욘드 - 더 스토리 오브 짐 캐리 & 앤디 코프먼 피처링 어 베리 스페셜, 컨트랙츄얼리 오블리게이티드 멘션 오브 토니 클리프턴 - 크리스 스미스
- 라 멜로디 - 라시드 하미
- 러빙 파블로 - 페르난도 레온 데 아라노아
- 맨헌트 - 오우삼
- 마이 제너레이션 - 데이비드 바티
- 아워 소울스 엣 나잇 - 리테쉬 바트라
- 아웃레이지 최종장 - 기타노 다케시
- 빅토리아 피아차 - 아벨 페라라
- 더 프라이빗 라이프 오브 어 모던 우먼 - 제임스 토백
- 디스 이즈 콩고 - 다니엘 맥케이브
- 레이서 앤 더 제일버드 - 마이클 R. 로스컴
- 류이치 사카모토: 코다 - 스티븐 쉬블
- 미스터 롯피터 - 안토니에타 드 릴로
- 빅토리아 & 압둘 - 스티븐 프리어즈
- 웜우드 - 에롤 모리스
- 자마 - 루크레시아 마르텔
- 카사 드알트리 - 지아니 아멜리오
- 마이클 잭슨스 스릴러 - 존 랜디스
- 메이킹 오브 마이클 잭슨스 스릴러 - 제리 크레이머

### 오리종티 경쟁부문
- 레 비앙오흐르 - 소피아 드자마
- 카니바 - 루시엔 캐스팅-테일러
- 더 커즌 - 차히 그라드
- 디스어피어런스 - 알리 아스가리
- 에스페스 메나세 - 질 부르도스
- 가타 체네렌톨라 - 이반 카피엘로 외 3명
- 인비저블 - 파블로 지오르겔리
- 크레이그 - 릭 오스터만
- 오블리비언 벌스 - 알리레자 하타미
- 마빈 - 안느 퐁텐
- 니코, 1988 - 수잔나 니키아렐리
- 더 나이트 아이 스웸 - 다미앙 마니벨 외 1명
- 노 데이트, 노 시그니쳐 - 바히드 잘릴반드
- 더 레이프 오브 레시 테일러 - 낸시 부이르스키
- 더 테스타먼트 - 아미차이 그린버그
- 어글리 네스티 피플 - 코시모 고메즈
- 언더 더 트리 - 하프슈타인 군나르 지그라쏜
- 라 비타 인 코문 - 에도아도 윈스피어
- 웨스트 오브 썬샤인 - 제이슨 래프토풀로스
- 아리아 - 미르시니 아리스티두
- 바이 더 풀 - 라우리나스 바레이사
- 괜찮을 거야 - 셀린느 드보
- 잇츠 이지어 투 레이즈 캐틀 - 아만다 넬 유
- 아스트로메탈 - 에프티미스 코세문드 사니디스
- 나이프 세일즈맨 - 마이클 레어나드 외 1명
- 티에라 모하다 - 주앙 세바스찬 메사
- 메니나스 포르미시다 - 조아오 파올로 미란다 마리아
- 롬브라 델라 스포사 - 알레산드라 페체타
- 데스 오브 더 사운드 맨 - 소라요스 프라파판
- 히민 오핀 - 가브리엘 상송 외 1명
- 몬 아무르 몬 아미 - 아드리아노 발레리오
- 8th 컨티넌트 - 요르고스 조이스
- 니어 퓨처 - 살바토레 메레우

### 베니스 클래식
- 붉은 사막 - 미켈란젤로 안토니오니
- 1900년 - 베르나르도 베르톨루치
- 세 번째 사랑 - 끌로드 샤브롤
- 배치 '81 - 마이크 드 레온
- 언더 디 올리브 트리 - 쥬세페 드 산티스
- 디 에이프 우먼 - 마르코 페레리
- 블랙 피터 - 밀로스 포만
- 그녀에 대해 알고 있는 두세 가지 것들 - 장 뤽 고다르
- 다이아나 - 장 그레미용
- 사막의 방랑자들 - 나세르 케미르
- 컴 앤 씨 - 엘렘 클리모프
- 밤의 미녀 - 존 랜디스
- 로시타 - 에른스트 루비치
- 치카마츠 이야기 - 미조구치 겐지
- 산쇼다유 - 미조구치 겐지
- 오차즈케의 맛 - 오즈 야스지로
- 쿠쟁, 퀴진 - 장 루쉬
- 미지와의 조우 - 스티븐 스필버그
- 품행 제로 - 장 비고
- 더 리볼트 오브 메이미 스토버 - 라울 월쉬
- 올드 다크 하우스 - 제임스 웨일
- 라이트 이어스 - 마누엘 아브라모비치
- 에비바 주세페 - 스테파노 콘시글리오
- 데인저러스 벗 네서세리 - 안셀마 델올리오
- 디 에니그마 오브 장 루슈 인 투린 - 크라니클 오브 어 필름 라테 - 마르코 디 카스트리 외 2명
- 더 러시안 레볼루션 스루 잇츠 필름스 - 엠마누엘 아몽
- 더 프린스 앤드 더 디벅 - 엘위라 니위라 외 1명
- 라 보체 디 판토치 - 마리오 세스티
- 디스 이즈 더 워 룸! - 보리스 하스-차코틴

### 비엔날레 컬리지 시네마
- 뷰티풀 씽즈 - 조르조 페레로
- 마르티르 - 마젠 칼레드
- 스트레인지 컬러스 - 엘레나 로드키나

### 국제 비평가 주간
- 크레이터 - 루카 벨리노 외 1명
- 드리프트 - 헬레나 위트만
- 더 와일드 보이즈 - 베르트랑 만디코
- 더 걸프 - 엠레 예크산
- 사라 플레이스 어 웨어울프 - 카타리나 뷔스
- 팀 허리케인 - 아니카 베르크
- 헌팅 시즌 - 나탈리아 가라지올라
- 핀 쿠션 - 데보라 헤이우드
- 포이즌 - 디에고 올리바레스

### 베니스 데이즈
- 볼루빌리스 - 파우지 벤사이디
- 테인티드 소울즈 - 마테오 보트루그노 외 1명
- 엠 - 사라 포레스티에
- 롱잉 - 샤비 가비존
- 칸델라리아 - 조니 헨드릭스
- 라이프 가이던스 - 루스 마더
- 이퀄리브리엄 - 빈센조 마라
- 루킹 포 움 쿨툼 - 시린 네샤트
- 아이 온 줄리엣 - 킴 누옌
- 웨어 쉐도우 폴 - 발렌티나 페디치니
- 테이스트 오브 라이스 플라워 - 펑페이
- 사무이 송 - 펜엑 라타나루앙

### 특별 상영
- 라 룽가 스트라다 델 리토르노 - 알레산드로 블라세티
- 바르비아나 '65: 라 레치오네 디 돈 밀라니 - 알레산드로 G.A. 디알레산드로
- 리에비토 마드레 - 레 라가체 델 세콜로 스코르소 - 콘치타 데 그레고리오
- 일렉트릭 호스맨 - 시드니 폴락
- 로르디네 델레 코세 - 안드리아 세그레

### VR 경쟁
- MELITA - Nicolas Alcala
- LA CAMERA INSABBIATA - Laurie Anderson 외 1명
- 더 라스트 굿바이 - 가보 아로라 외 1명
- MY NAME IS PETER STILLMAN - LYSANDER ASHTON
- ALICE, THE REALITY PLAY - MARIE JOURDREN 외 1명
- 아덴스 웨이크 - 유진 정
- GREENLAND MELTING - CATHERINE UPIN 외 3명
- 동두천 - 김진아
- 아무 일도 없었던 것처럼 - 미쉘 크라노트 외 1명
- THE DREAM COLLECTOR - MI LI
- SNATCH VR HEIST EXPERIENCE - Rafael Pavon 외 1명
- REBEL QUEEN - RICHARD MILLS 외 1명
- PROXIMA - MATHIEU PRADAT
- CHUANG - QING SHAO
- DISPATCH - EDWARD ROBLES
- JOSEMA ROIG
- THE ARGOS FILE - 조세마 로이그
- GOMORRA VR - WE OWN THE STREETS - ENRICO ROSATI
- DRAW ME CLOSE: A MEMOIR - 조단 타나힐
- THE DESERTED - 차이밍량
- I SAW THE FUTURE - FRANCOIS VAUTIER
- HVER SIN STILHED - DAVID WEDEL
- FREE WHALE - ZHANG PEIBIN

### VR 비경쟁
- 크로마티카 - 플라비오 코스타
- DENOISE - 조르조 페레로
- ON/OFF - CAMILLE DUVELLEROY 외 1명
- SENS - CHARLES AYATS 외 1명
- 알터레이션 - 제롬 블랑퀴
- HEAL TOMORROW - 로망 셰샹
- 뮬 - 가이 쉘머딘
- 디어 안젤리카 - 사스치카 운셀드
- MIYUBI - 펠릭스 라쥬네스 외 1명

### 시네마 넬 지아르디노
- 마누엘 - 다리오 알베르티니
- 더 스탠드-인 - 라 디 마티노
- 우드쇼크 - 케이트 멀리비 외 1명
- 나토 어 카살 디 프린치페 - 브루노 올리비에로
- 수부라: 라 세리에 - 미켈레 플라치도 외 2명
- 튀에흐 - 프랑수아 트루켄즈 외 1명